# Doctor Mateo
Doctor Mateo es una serie de televisión de comedia producida por Notro Films para la cadena española Antena 3, que se estrenó el 22 de febrero de 2009 y finalizó el 17 de julio de 2011. Está basada en la serie de televisión británica Doc Martin, que es emitida en Reino Unido y la serie estadounidense Doctor en Alaska. Esta serie cuenta con cinco temporadas.

## Temporadas

### Primera temporada
Mateo (Gonzalo de Castro) llega al pueblo donde veraneaba de joven para ejercer la medicina, después de descubrir en Nueva York que tiene aversión a la sangre. En San Martín del Sella (nombre ficticio para la localidad de Lastres), el médico se reencontrará con su tía Juana (Rosario Pardo) y esta le ayudará en su adaptación a la vida rural. Entablará amistad con Tom (Daniel Freire), el tabernero del pueblo, y Alfredo (Alex O'Dogherty), el policía. Se enamorará de la profesora Adriana (Natalia Verbeke), que forma el trío de amigas que cierran Carol (Lulú Palomares) y Elena (María Esteve), y conocerá a los más jóvenes del pueblo: Marga (Esperanza Pedreño), su nueva secretaria, Ernesto (Ramón Pujol), Ana (Ángela Moreno) y Riqui (Gonzalo Kindelan).

### Segunda temporada
Mateo y Adriana inician una relación, Tom descubre que tiene leucemia, Alfredo es padre de una niña pequeña e inicia una relación con Elena, Pedro se enamora de su amiga, Ernesto inicia una relación con Lolo, Riqui y Ana consolidan su relación, Carol intenta ser madre, Bruno y su familia llegan al pueblo y Juana se siente sola. Esta temporada acaba con la ida de Mateo a Nueva York con Rachel (Violaine Estérez).

### Tercera y cuarta temporada
Mateo, después de pasar una temporada en Nueva York, vuelve a San Martín. Allí descubre que el doctor Sagredo (Gorka Otxoa) le ha estado sustituyendo y decide contratarle como asistente; y que su tía Juana se ha casado con Moruba. Carol está embarazada y su marido Mario (Xavi Mira) abre una peluquería en el pueblo. Y además arrancan los preparativos de boda entre Mateo y Adriana. La pareja se ha afianzado, tras pasar por todo tipo de dificultades y están decididos a dar el paso definitivo, pero no todo será coser y cantar... Esta temporada acaba con Mateo en el hospital después de un infarto.

### Quinta temporada
Mateo entra en crisis por primera vez al ver cómo se desmoronan, uno por uno, los diferentes ámbitos de su vida. Sus inseguridades, su humanidad y su capacidad para reinventarse se pondrán en juego. Adriana, por su parte, abandona su trabajo como profesora para volcarse en cuerpo y alma a su labor como alcaldesa. Además, debe asimilar que Mateo no quiere saber nada de ella tras su infidelidad con Nico. El cocinero sigue locamente enamorado de la alcaldesa y la someterá a un intenso acoso. En esta temporada se incorporan un cura, Roberto (Rafael Amaya), la cuidadora del bebé de Carol y Mario, Sara (Anna Castillo), y el nuevo policía, Lorenzo (Ferran Rañe), que tendrá una relación con la tía Juana. Esta temporada acaba con una boda entre Alfredo y Elena. Mateo y Adriana volverán otra vez juntos, esta vez definitivamente.

## Personajes
- Mateo Sancristóbal (Gonzalo de Castro): El protagonista de la serie es un hombre estricto, intransigente y maniático del orden y la limpieza, además de tener un evidente síndrome de Asperger. No es capaz de compartir su vida con nadie que no sea él mismo. Está enamorado de Adriana. Tendrá un infarto de corazón debido a su estrés, acaba no casándose con Adriana pero yéndose de luna de miel.
- Adriana Pozuelo (Natalia Verbeke): Es profesora del colegio. Además de honorable, tiene un alto sentido de la justicia y la rectitud. Está enamorada de Mateo e intenta "liberar" la persona que lleva dentro. Terminará dejando de ser profesora para ser alcaldesa, acaba no casándose con Mateo pero yéndose de luna de miel.
- Tuso (Moss): (1-53) Tuso es un Border Collie de 4 años de edad. Su antiguo amo, un granjero de San Martín, murió un año antes y, desde entonces, el pueblo adoptó al perro. El día que Mateo llega a San Martín, el perro aparece en la consulta y decide que quiere quedarse a vivir con el médico. Este le repudiará al principio pero, poco a poco, se acostumbrará a que el perro aparezca siempre a su lado sin que menos se lo espere.
- Alfredo Escobar  (Álex O'Dogherty): Es el policía del pueblo. Para él todo lo que esté en la ley hay que cumplirla, es un hombre muy patoso y despistado. Lleva la vida con mucha calma. Se hará al cuidado de la niña de Julia, terminará casándose con Elena y viviendo en una gran casa a las afueras del pueblo.
- Tía Juana (Rosario Pardo): Es la tía de Mateo. Trabaja vendiendo hortalizas y verduras ecológicas. Ella es quien cuida y ayuda a integrarse a su sobrino entre los extraños habitantes del pueblo. Se casa con Moruba. Terminará teniendo un romance con Lorenzo.
- Elena (María Esteve): Es la panadera del pueblo. Madre de un hijo, es amiga de Adriana y Carol, siendo el padre de su hijo el marido de esta última. Se casará con Alfredo y abandona su panadería en el pueblo, montándola en su propia casa.
- Carol Díaz  (Lulú Palomares): Es la directora y locutora de la radio local. Cotilla hasta la saciedad, es amiga de Adriana y Elena. Está casada con Mario y quiere, por encima de todo, ser madre. Terminará siendo madre de un precioso niño, Mario júnior.
- Mario (Fernando Soto | Xavi Mira): Es el marido de Carol. Tras pasar una noche con Elena la dejó embarazada sin saberlo. Desconoce su paternidad hasta que su hijo necesita una transfusión de sangre. Terminará montando una peluquería en el local de donde Elena tenía su panadería, será padre.
- Pedro (Rodrigo Castellanos): Es el hijo de Elena y Mario. Se hace muy amigo de Mateo y está enamorado de Olga, su amiga.
- Antonio (Javier Coll): Vecino del pueblo que, por enfermedad, tiene un amigo imaginario, el Miguel.
- Óscar (Lluís Villanueva): Médico del hospital, Óscar es amigo de Mateo.
- Trini (Natalia Roig): Farmacéutica del pueblo que siempre lleva un collarín. Termina siendo recepcionista y enfermera de Mateo en la consulta, así como sustituta de Carol en la radio.
- Don Alejandro (Fernando Albizu): Es el cacique del pueblo, además del dueño de la empresa de conservas del lugar.
- Bruno (Xisco Segura): Es un nuevo habitante del pueblo y es psicólogo. Decide analizar a Mateo tras verle síntomas de  Asperger. Está casado y tiene un hijo, criado en una familia muy liberal y naturalista.
- Olga (Valeria Racu): Amiga de Pedro por la cual este se siente atraído.
- David Pellegrini (Elio González): Es el hijo de Tom, durante muchos años no se han visto porque Tom le abandonó para llevar a cabo su carrera musical, después de siete años se volvieron a encontrar. Termina siendo socio junto con Nicolás en el antiguo bar de su padre.
- Loles (Chupi Llorente): Es una novia de Tom, quien tiene una hija con ella. Trabaja con Adriana en el colegio.
- Sonia (Paloma Bloyd): Es la novia de David, el hijo de Tom.
- Ilsa (Monika Kowalska): Es una chica polaca que fuma como una chimenea, lo que irrita mucho a Mateo, y que es capaz de tumbar a cualquiera con el alcohol. Dejó su pueblo natal, Zakopane, hace tres años por algo que pasó allí y de lo que se niega a hablar, y por este motivo nadie sabe su pasado ni cómo llegó a San Martín.
- Moruba (Ricardo Nkosi): Africano que trabaja en la tienda de Juana. Se casa con ella para obtener los papeles de residencia.
- Paco Escribano (Ricardo de Barreiro): El hermano mayor de Ernesto, junto con quien trabajaba en Escribano & Escribano como fontaneros. Abandona el pueblo para ayudar a su primo en Gijón, según explica Ernesto a Tom cuando pregunta por él.
- Julia Muñiz (Manuela Velasco): La bibliotecaria del colegio que, en realidad, está huida de la justicia. Mantuvo una relación con Alfredo y en su segunda huida le deja al cargo de una niña pequeña.
- Dani Carbonero (Oriol Tarrasón): Arquitecto, antiguo novio de Adriana, que vuelve al pueblo para recuperarla.
- Don Severino (Joan Molina†): El antiguo doctor del pueblo. Es ingresado en una residencia al sufrir de síndrome de Korsakoff.
- Marga (Esperanza Pedreño): Es la recepcionista de Mateo. Junto a Riqui, Ana y Ernesto forman el grupo de amigos. Es despreocupada, un poco hippie y desea aprender enfermería. Termina abandonando el pueblo para irse a la India, según explica Sagredo a Mateo al volver de Nueva York.
- Marilin (Amanda Marugán): Es la prima de Marga e, incluso, su sustituta en la consulta del doctor.
- Riqui (Gonzalo Kindelán): Además del técnico de la radio, trabaja como camarero en la taberna. Actualmente tiene una relación seria con Ana.
- Ana (Ángela Moreno): Es la copropietaria de la taberna del pueblo. Inocente y simpática, está enamorada desde siempre de Riqui. Finalmente consigue tener una relación estable con él.
- Ernesto Escribano (Ramón Pujol): Antes trabajaba con su hermano como fontanero del pueblo. Quiere, antes que nada, dedicarse a la informática. Estuvo enamorado de Marga.
- Santiago Sagredo (Gorka Otxoa): Llegó a San Martín como médico sustituto de Mateo, cuando este decidió marcharse a Nueva York a crear la fundación, decidiendo quedarse como ayudante del Doctor Mateo.
- Nicolás Yubero (Diego Martín): Es el primo de Mateo y sobrino de tía Juana, intentará conquistar el corazón de Adriana. Termina siendo socio del bar de Tom junto con su hijo David.
- Tom Pellegrini  (Daniel Freire): Este roquero argentino, exvocalista de Metro y los Politanos, es el actual dueño de la taberna del pueblo. Cuando intenta volver a juntar el grupo descubre que tiene leucemia. Muere no sin antes darle un último consejo a su gran amigo Mateo.
- Roberto (Rafael Amaya): Es el nuevo cura del pueblo, todas las mujeres del pueblo le adoran.
- Lorenzo (Ferran Rañe): Es el nuevo policía del pueblo, a punto de jubilarse se convertirá el del compañero de Alfredo e intentara conquistar a Tía Juana. Al final consigue tener un romance con ella.
- Sara (Anna Castillo): Será la niñera de la hija de Carol y Mario.

## Episodios

### Temporada 1 (2009)
| N.º Serie | N.º Temp. | Título                                                                                  | Director(es)                    | Guionista(s)                                                      | Fecha de emisión      | Audiencia         |
| --------- | --------- | --------------------------------------------------------------------------------------- | ------------------------------- | ----------------------------------------------------------------- | --------------------- | ----------------- |
| 1         | 1         | «De cómo el doctor Sancristóbal llegó a San Martín del Sella el día de la patrona»      | César Rodríguez y Ángeles Reiné | Guadalupe Rilova, Pablo Olivares, Mauricio Romero y Olga Salvador | 22 de febrero de 2009 | 4 465 000 (26,5%) |
| 2         | 2         | «De lo que ocurrió aquella noche en la que ponían Grease en el cine de verano»          | César Rodríguez y Ángeles Reiné | Guadalupe Rilova, Pablo Olivares, Mauricio Romero y Olga Salvador | 22 de febrero de 2009 | 4 465 000 (26,5%) |
| 3         | 3         | «De cómo aquella noche en la taberna un hombre peleaba consigo mismo»                   | Enric Folch                     | Guadalupe Rilova, Pablo Olivares, Mauricio Romero y Olga Salvador | 1 de marzo de 2009    | 4 098 000 (20,8%) |
| 4         | 4         | «De cómo Mateo descubre una vez más que al final, en San Martín del Sella todo se sabe» | Enric Folch                     | Guadalupe Rilova, Pablo Olivares, Mauricio Romero y Olga Salvador | 8 de marzo de 2009    | 3 856 000 (19,4%) |
| 5         | 5         | «De cómo Mateo amaga pero no da»                                                        | Jaime Botella                   | Guadalupe Rilova, Pablo Olivares, Mauricio Romero y Olga Salvador | 15 de marzo de 2009   | 3 454 000 (17,9%) |
| 6         | 6         | «De cómo en San Martín todo es cuesta arriba»                                           | Jaime Botella                   | Guadalupe Rilova, Pablo Olivares, Mauricio Romero y Olga Salvador | 22 de marzo de 2009   | 3 456 000 (17,2%) |
| 7         | 7         | «De lo que pasó Elvis, David Bowie y Bustamante»                                        | Enric Folch y Manuel Tera       | Guadalupe Rilova, Pablo Olivares, Mauricio Romero y Olga Salvador | 29 de marzo de 2009   | 3 545 000 (17,5%) |
| 8         | 8         | «De cómo los bosques de San Martín son tan espesos como Mateo cuando bebe»              | Enric Folch y Ángeles Reiné     | Guadalupe Rilova, Pablo Olivares, Mauricio Romero y Olga Salvador | 5 de abril de 2009    | 2 985 000 (16,6%) |
| 9         | 9         | «De cómo el tiempo no pasa en San Martín»                                               | Jaime Botella                   | Guadalupe Rilova, Pablo Olivares, Mauricio Romero y Olga Salvador | 12 de abril de 2009   | 3 424 000 (18,8%) |
| 10        | 10        | «De cómo Mateo la lía el día que decide improvisar»                                     | Jaime Botella                   | Guadalupe Rilova, Pablo Olivares, Mauricio Romero y Olga Salvador | 19 de abril de 2009   | 3 895 000 (20,1%) |

### Temporada 2 (2009)
| N.º Serie | N.º Temp. | Título                                                                           | Director(es)            | Guionista(s)                                                      | Fecha de emisión         | Audiencia         |
| --------- | --------- | -------------------------------------------------------------------------------- | ----------------------- | ----------------------------------------------------------------- | ------------------------ | ----------------- |
| 11        | 1         | «De cómo Mateo se da cuenta de que hay días y días y hoy es uno de esos»         | Manuel Tera             | Guadalupe Rilova, Pablo Olivares, Mauricio Romero y Olga Salvador | 6 de septiembre de 2009  | 2 430 000 (15,7%) |
| 12        | 2         | «De cómo Mateo siempre será Mateo»                                               | Enric Folch             | Guadalupe Rilova, Pablo Olivares, Mauricio Romero y Olga Salvador | 13 de septiembre de 2009 | 2 738 000 (16,0%) |
| 13        | 3         | «De cómo Mateo acaba el viaje que nunca empezó»                                  | Enric Folch             | Guadalupe Rilova, Pablo Olivares, Mauricio Romero y Olga Salvador | 20 de septiembre de 2009 | 2 398 000 (13,3%) |
| 14        | 4         | «De cómo se conocieron Mateo y Míster Asperger»                                  | César Rodríguez         | Guadalupe Rilova, Pablo Olivares, Mauricio Romero y Olga Salvador | 27 de septiembre de 2009 | 3 048 000 (16,8%) |
| 15        | 5         | «De cómo los mejores amigos son los que siempre están ahí, aunque no estén»      | Manuel Tera             | Guadalupe Rilova, Pablo Olivares, Mauricio Romero y Olga Salvador | 4 de octubre de 2009     | 2 712 000 (14,9%) |
| 16        | 6         | «De cómo Mateo deja de ser Mateo, sin dejar de ser Mateo»                        | Álvaro Fernández Armero | Guadalupe Rilova, Pablo Olivares, Mauricio Romero y Olga Salvador | 11 de octubre de 2009    | 2 076 000 (13,7%) |
| 17        | 7         | «De cómo espacio y tiempo son relativos, y siempre coinciden en el peor momento» | Enric Folch             | Guadalupe Rilova, Pablo Olivares, Mauricio Romero y Olga Salvador | 18 de octubre de 2009    | 3 262 000 (17,6%) |
| 18        | 8         | «De cómo la vida sigue, a no ser que estés muerto»                               | Enric Folch             | Guadalupe Rilova, Pablo Olivares, Mauricio Romero y Olga Salvador | 25 de octubre de 2009    | 3 213 000 (17,6%) |
| 19        | 9         | «De cómo las cosas son como son y no se puede hacer nada para remediarlo»        | Álvaro Fernández Armero | Guadalupe Rilova, Pablo Olivares, Mauricio Romero y Olga Salvador | 1 de noviembre de 2009   | 3 112 000 (17,3%) |
| 20        | 10        | «De cómo cuando se rompen las reglas puede que las cosas salgan bien»            | Manuel Tera             | Guadalupe Rilova, Pablo Olivares, Mauricio Romero y Olga Salvador | 8 de noviembre de 2009   | 3 337 000 (17,5%) |
| 21        | 11        | «De cómo consejos vendo, que para mí no tengo»                                   | Manuel Tera             | Guadalupe Rilova, Pablo Olivares, Mauricio Romero y Olga Salvador | 15 de noviembre de 2009  | 3 185 000 (16,2%) |
| 22        | 12        | «De cómo la cuchara que elijas, con e¡esa has de comer»                          | Álvaro Fernández Armero | Guadalupe Rilova, Pablo Olivares, Mauricio Romero y Olga Salvador | 22 de noviembre de 2009  | 3 239 000 (17,0%) |
| 23        | 13        | «De cómo el humo ciega los ojos de San Martín»                                   | Enric Folch             | Guadalupe Rilova, Pablo Olivares, Mauricio Romero y Olga Salvador | 29 de noviembre de 2009  | 3 230 000 (16,9%) |
| 24        | 14        | «De cómo Mateo saca billete de vuelta»                                           | César Rodríguez         | Guadalupe Rilova, Pablo Olivares, Mauricio Romero y Olga Salvador | 6 de diciembre de 2009   | 2 701 000 (16,5%) |

### Temporada 3 (2010)
| N.º Serie | N.º Temp. | Título                                                             | Director(es)            | Guionista(s)                                                      | Fecha de emisión   | Audiencia         |
| --------- | --------- | ------------------------------------------------------------------ | ----------------------- | ----------------------------------------------------------------- | ------------------ | ----------------- |
| 25        | 1         | «De cómo por San Tritón la vida te da un buen revolcón»            | César Rodríguez         | Guadalupe Rilova, Pablo Olivares, Mauricio Romero y Olga Salvador | 2 de mayo de 2010  | 2 849 000 (15,1%) |
| 26        | 2         | «De cómo Mateo se da cuenta de que no se da cuenta»                | Manuel Tera             | Guadalupe Rilova, Pablo Olivares, Mauricio Romero y Olga Salvador | 9 de mayo de 2010  | 2 596 000 (12,9%) |
| 27        | 3         | «De cómo un hombre asume su yo y sus circunstancias»               | Manuel Tera             | Guadalupe Rilova, Pablo Olivares, Mauricio Romero y Olga Salvador | 16 de mayo de 2010 | 2 558 000 (13,7%) |
| 28        | 4         | «De cómo le temperamento cambia como cambian las estaciones»       | Enric Folch             | Guadalupe Rilova, Pablo Olivares, Mauricio Romero y Olga Salvador | 23 de mayo de 2010 | 2 315 000 (13,4%) |
| 29        | 5         | «De cómo el tiempo pasa y no hay cuerpo que lo aguante»            | Enric Folch             | Guadalupe Rilova, Pablo Olivares, Mauricio Romero y Olga Salvador | 30 de mayo de 2010 | 2 323 000 (13,4%) |
| 30        | 6         | «De cómo el deseo póstumo de una madre nos puede complicar el día» | Álvaro Fernández Armero | Guadalupe Rilova, Pablo Olivares, Mauricio Romero y Olga Salvador | 6 de junio de 2010 | 2 361 000 (13,5%) |

### Temporada 4 (2010)
| N.º Serie | N.º Temp. | Título | Director(es)            | Guionista(s)                                                      | Fecha de emisión         | Audiencia         |
| --------- | --------- | --- | ----------------------- | ----------------------------------------------------------------- | ------------------------ | ----------------- |
| 31        | 1         | «De cómo, a veces, es difícil llamar a las cosas por su nombre»                                                                   | Manuel Tera             | Guadalupe Rilova, Pablo Olivares, Mauricio Romero y Olga Salvador | 19 de septiembre de 2010 | 2 178 000 (12,0%) |
| 32        | 2         | «De cómo lo mejor es no meneallo»                                                                                                 | Manuel Tera             | Guadalupe Rilova, Pablo Olivares, Mauricio Romero y Olga Salvador | 26 de septiembre de 2010 | 2 274 000 (12,2%) |
| 33        | 3         | «De cómo un pepinillo se cruza con un cartero, un hombre desnudo entra en un bar de San Frutos (por no hablar de las elecciones)» | Álvaro Fernández Armero | Guadalupe Rilova, Pablo Olivares, Mauricio Romero y Olga Salvador | 3 de octubre de 2010     | 2 301 000 (12,0%) |
| 34        | 4         | «De cómo Adriana comprende lo que es la soledad y Mateo que nunca más volverá a estar solo»                                       | Enric Folch             | Guadalupe Rilova, Pablo Olivares, Mauricio Romero y Olga Salvador | 10 de octubre de 2010    | 2 112 000 (11,8%) |
| 35        | 5         | «De cómo los estreses de una boda matan a felices y perdices»                                                                     | Álvaro Fernández Armero | David Abajo y David Fernández                                     | 17 de octubre de 2010    | 2 528 000 (12,6%) |
| 36        | 6         | «De cómo el día de tu boda, ni te cases ni te embarques»                                                                          | Enric Folch             | Guadalupe Rilova, Pablo Olivares, Mauricio Romero y Olga Salvador | 24 de octubre de 2010    | 2 703 000 (13,9%) |
| 37        | 7         | «De cómo los hombres tienen lo que tienen y valen para lo que valen y punto»                                                      | Enric Folch             | Guadalupe Rilova, Pablo Olivares, Mauricio Romero y Olga Salvador | 31 de octubre de 2010    | 1 984 000 (12,6%) |
| 38        | 8         | «De cómo a veces tomamos el camino que no necesariamente elegimos»                                                                | Enric Folch             | Guadalupe Rilova, Pablo Olivares, Mauricio Romero y Olga Salvador | 7 de noviembre de 2010   | 2 513 000 (13,2%) |
| 39        | 9         | «De cómo es difícil empezar algo cuando aún no sabes si acabó lo anterior»                                                        | Álvaro Fernández Armero | Guadalupe Rilova, Pablo Olivares, Mauricio Romero y Olga Salvador | 14 de noviembre de 2010  | 2 478 000 (12,9%) |
| 40        | 10        | «De cómo de fútbol y de medicina todo el mundo opina»                                                                             | Joaquín Mazón           | Guadalupe Rilova, Pablo Olivares, Mauricio Romero y Olga Salvador | 21 de noviembre de 2010  | 2 824 000 (14,2%) |
| 41        | 11        | «De cómo Santa Digna Inocencia ni es Recatada, ni Virgen, ni Mártir»                                                              | Álvaro Fernández Armero | Guadalupe Rilova, Pablo Olivares, Mauricio Romero y Olga Salvador | 28 de noviembre de 2010  | 2 709 000 (13,4%) |
| 42        | 12        | «De cómo Mateo comprende que eso que siente son celos y no indigestión»                                                           | Joaquín Mazón           | Guadalupe Rilova, Pablo Olivares, Mauricio Romero y Olga Salvador | 12 de diciembre de 2010  | 2 488 000 (12,7%) |

### Temporada 5 (2011)
| N.º Serie | N.º Temp. | Título                                                                         | Director(es)            | Guionista(s)                                                                        | Fecha de emisión    | Audiencia         |
| --------- | --------- | ------------------------------------------------------------------------------ | ----------------------- | ----------------------------------------------------------------------------------- | ------------------- | ----------------- |
| 43        | 1         | «De cómo Mateo se recuperó, volvió e intentó tomarse las cosas de otra manera» | Manuel Tera             | Juan Carlos Blázquez, Clara Pérez Escrivá, Bárbara Alpuente y Guadalupe Rilova      | 24 de abril de 2011 | 2 296 000 (12,5%) |
| 44        | 2         | «De cómo Mateo reúne a Tom con las gaviotas»                                   | Manuel Tera             | Guadalupe Rilova y José Luis Martín                                                 | 1 de mayo de 2011   | 2 171 000 (12,1%) |
| 45        | 3         | «De cómo Ava Gardner pasó por San Martín del Sella y se quedó para siempre»    | Joaquín Mazón           | Bárbara Alpuente y M.ª José García Mochales                                         | 8 de mayo de 2011   | 2 245 000 (11,3%) |
| 46        | 4         | «De cómo Mateo descubre que siempre puede meter la pata más»                   | Álvaro Fernández Armero | Álex Mendíbil y Clara Pérez Escrivá                                                 | 15 de mayo de 2011  | 2 173 000 (11,4%) |
| 47        | 5         | «De cómo en San Martín el que no corre, navega»                                | Álvaro Fernández Armero | Bárbara Alpuente y M.ª José García Mochales                                         | 29 de mayo de 2011  | 1 953 000 (10,2%) |
| 48        | 6         | «De cómo Mateo recuperó a Adriana de entre los muertos...»                     | Joaquín Mazón           | Álex Mendíbil y Clara Pérez Escrivá                                                 | 5 de junio de 2011  | 2 059 000 (10,7%) |
| 49        | 7         | «De cómo Mateo dejó sin fabes con almejas a San Martín»                        | Manuel Tera             | Guadalupe Rilova y Ernesto Pozuelo                                                  | 12 de junio de 2011 | 1 850 000 (10,2%) |
| 50        | 8         | «De cómo San Martín demuestra que es un pueblo ejemplar»                       | Joaquín Mazón           | Bárbara Alpuente y M.ª José García Mochales                                         | 19 de junio de 2011 | 1 777 000 (10,2%) |
| 51        | 9         | «De cómo la culpa hizo caer a Mateo»                                           | Álvaro Fernández Armero | Guadalupe Rilova y Ernesto Pozuelo                                                  | 26 de junio de 2011 | 1 520 000 (9,4%)  |
| 52        | 10        | «De cómo Mateo tuvo que convertir el amor en amistad»                          | Joaquín Mazón           | Clara Pérez Escrivá y Álex Mendibil                                                 | 3 de julio de 2011  | 1 571 000 (9,6%)  |
| 53        | 11        | «De cómo Mateo volvió a soñar con Tom y de lo que este le dijo»                | Álvaro Fernández Armero | Guadalupe Rilova y Ernesto Pozuelo                                                  | 10 de julio de 2011 | 1 451 000 (9,6%)  |
| 54        | 12        | «De cómo hay cadenas que son imposibles de romper»                             | Manuel Tera             | Clara Pérez Escrivá, Álex Mendibil, M.ª José García Mochales y Juan Carlos Blázquez | 17 de julio de 2011 | 1 701 000 (11,3%) |

## Audiencias por temporadas
| Temporada | Capítulos | Estreno                  | Final                   | Espectadores | Porcentaje de audiencia |
| --------- | --------- | ------------------------ | ----------------------- | ------------ | ----------------------- |
| Primera   | 1-10      | 22 de febrero de 2009    | 19 de abril de 2009     | 3 687 000    | 19,4%                   |
| Segunda   | 11-24     | 6 de septiembre de 2009  | 6 de diciembre de 2009  | 2 906 000    | 16,2%                   |
| Tercera   | 25-30     | 2 de mayo de 2010        | 6 de junio de 2010      | 2 501 000    | 13,7%                   |
| Cuarta    | 31-42     | 19 de septiembre de 2010 | 12 de diciembre de 2010 | 2 424 000    | 12,8%                   |
| Quinta    | 43-54     | 24 de abril de 2011      | 17 de julio de 2011     | 1 853 000    | 10,7%                   |
| TOTAL     | 1-54      | 2009                     | 2011                    | 2 674 000    | 14,6%                   |

## Premios
Desde su estreno acumula numerosos galardones como reconocimiento a su gran calidad:
- Gonzalo de Castro: Mejor Actor (TP de Oro 2009), Mejor Actor (Ondas 2009), Mejor Joven del Año (Bodegas Casado Morales 2010), y Mejor Actor (Fotogramas De Plata 2010)
- Natalia Verbeke: Mejor Actriz Protagonista (Festival de Islantilla), Mejor Actriz (Ondas 2010) y Mejor Actriz (Zapping 2010)
- María Esteve: Mejor Actriz de Comedia (Festival de Cine de Comedia de Tarazona y El Moncayo “Paco Martínez Soria”).
- Mejor Serie de TV (Premios Punto Radio La Rioja).
- Manín de Honor (Coro Marinero Manín de Lastres), en reconocimiento a la difusión que hacen de Asturias y el concejo de Colunga.
- Mejor Ficción de Comedia (FesTVal 2008).
- Mejor Ficción Nacional (Festival Internacional de Cortometrajes y Cine Alternativo de Benalmadena 2009).
- Medalla de Oro del Turismo (Unión Hotelera Del Principado de Asturias), por ser un producto de calidad que difunde la imagen de Asturias y que está teniendo una gran aceptación entre el público.
- Lastres (Premio Príncipe de Asturias 2010), como pueblo ejemplar de toda España.

## Rodaje
La serie se rodó en Lastres (Asturias) bajo el nombre ficticio de San Martín del Sella. Este ficticio pueblo, según el cartel de bienvenida, está hermanado con Portwenn (Reino Unido), lugar donde se desarrolla la historia de 'Doc Martin', serie inglesa en la cual se basa la versión española. También tiene rodaje en diversos interiores; Madrid.
Las principales locaciones de exteriores de la serie son las siguientes:
- Casa de Mateo Sancristóbal - Calle Atalaya y Calle Pedro Villarta, Lastres, Asturias
- Taberna de Tom (Porto Alegre) - Barrio Penayu, Lastres, Asturias
- Comisaría Local - AS-257, Lastres, Asturias
- Panadería, luego Peluquería -
- Torre del Reloj - Calle Reloj, Lastres, Asturias
- Faro de Lastres - Luces, Colunga, Asturias
- Radio Local - Bajada al Puerto, Lastres, Asturias

## Libro
Doctor Mateo: Tres veranos en San Martín es el nombre del libro publicado por Antena 3 como expansión de la serie, en él se explica los tres veranos que Mateo pasó en el pueblo cuando era un niño junto con su abuelo y su tía Juana, un niño con pocas ganas de hacer amigos y mantenerse al margen de la gente acabará conquistado por el entrañable paisaje.

## Música
Música de la cabecera de Doctor Mateo se llama "Elixir" y es de "Zeno and the Stoics". 

## Reemisión
En 2021 la serie volvió a emitirse y se está emitiendo por televisión en la TPA (Televisión del Principado de Asturias) los miércoles por la noche. También puede verse en Atresplayer (plataforma de Atresmedia)
Se ha emitido varias veces a través de Neox y Atreseries.